# Rybná nad Zdobnicí
Rybná nad Zdobnicí (do roku 1945 Německá Rybná, německy Deutsch Rybna, v letech 1945–1947 Orlická Rybná) je obec v okrese Rychnov nad Kněžnou v Královéhradeckém kraji. Leží při hlavní silniční komunikaci mezi městy Vamberk a Žamberk. Žije zde 412 obyvatel.

## Název
Pojmenování „Rybná“ vzniklo nejspíše kvůli dřívější přítomnosti velkého množství rybníčků a bažin v oblasti. Původní přídomek „Německá“ pak údajně podle tzv. německého práva, na jehož základě bylo sídlo založeno.

## Historie
První písemná zmínka o obci pochází z roku 1354. Vznik obce a blízkého okolí je historicky kladen do druhé poloviny 13. století, období vlády Přemysla Otakara II., kdy vrcholila kolonizace tohoto kraje. Název „Rybná“ potvrzuje, že zde bylo v dávné minulosti mnoho rybníků. Kolonizátory v našem okolí byl panský rod Drslaviců z Plzeňska, kteří tu vystavěli hrady Potštejn a Litice, ke kterému Německá Rybná trvale patřila. O Drslavicích je v dostupné literatuře velice málo údajů. V roce 1304 král Václav II. vyměnil s Drslavici zboží litické za Bor na Písecku. Mimo jiných majitelů, stává se držitelem Litic roku 1353 Jan z Lichtenburka. Sňatkem se stává majetkem pánů z Kunštátu a Poděbrad, kteří drželi panství 125 let.
Na doporučení krále Vladislava Jagellonského koupil litické panství Vilém z Pernštejna. Historikové tvrdí, že v té době se zdejší kraji těšil míru a pokoji. Roku 1562 získal panství Mikuláš Bubna starší. Tento rod držel litické panství téměř 250 let. Bubnové postavili zámek v Žamberku a později tam byla přemístěna správa panství. Dá se říci, že v 17. a 18. století nebyly na tomto panství podmínky tak kruté, jak tomu bylo například v blízké Rokytnici, Opočně a mnohde jinde. Bubnové prodali panství roku 1809 knížeti Windischgrätzovi a od něho v roce 1815 koupil žamberecké panství Jan Parish.

## Poloha a území obce
Obec je situována nedaleko nejvýchodnějšího výběžku historického území Čech v podhůří Orlických hor. Geomorfologicky je začleněna do Podorlické pahorkatiny.
Z hlediska správního členění se Rybná nad Zdobnicí nachází v obvodu okresu Rychnov nad Kněžnou, jež je součástí Královéhradeckého kraje. Území obce hraničí na J a JV s územím Pardubického kraje, respektive s územím okresu Ústí nad Orlicí. V 19. a 1. polovině 20. století příslušela Rybná do politického okresu Žamberk, který byl při správní reorganizaci v roce 1960 zrušen. Obec se rozkládá na ploše o 917 ha a sousedí s katastrálními územími obcí Vamberk, Záchlumí, Slatina nad Zdobnicí a Jahodov. Skrz Rybnou nad Zdobnicí prochází silnice I/11, významná komunikace s nadregionálním významem.

## Obyvatelstvo
| Rok            | 1869 | 1880 | 1890  | 1900 | 1910 | 1921 | 1930 | 1950 | 1961 | 1970 | 1980 | 1991 | 2001 | 2011 | 2021 |
| -------------- | ---- | ---- | ----- | ---- | ---- | ---- | ---- | ---- | ---- | ---- | ---- | ---- | ---- | ---- | ---- |
| Počet obyvatel | 934  | 906  | 1 001 | 957  | 896  | 818  | 790  | 625  | 624  | 550  | 513  | 455  | 435  | 422  | 414  |
| Počet domů     | 172  | 175  | 174   | 176  | 174  | 171  | 176  | 184  | 170  | 165  | 145  | 155  | 160  | 187  | 185  |

## Obecní správa

### Obecní symboly
Znak a vlajka byly obci uděleny rozhodnutím předsedy Poslanecké sněmovny Parlamentu České republiky dne 10. září 2020.

## Pamětihodnosti

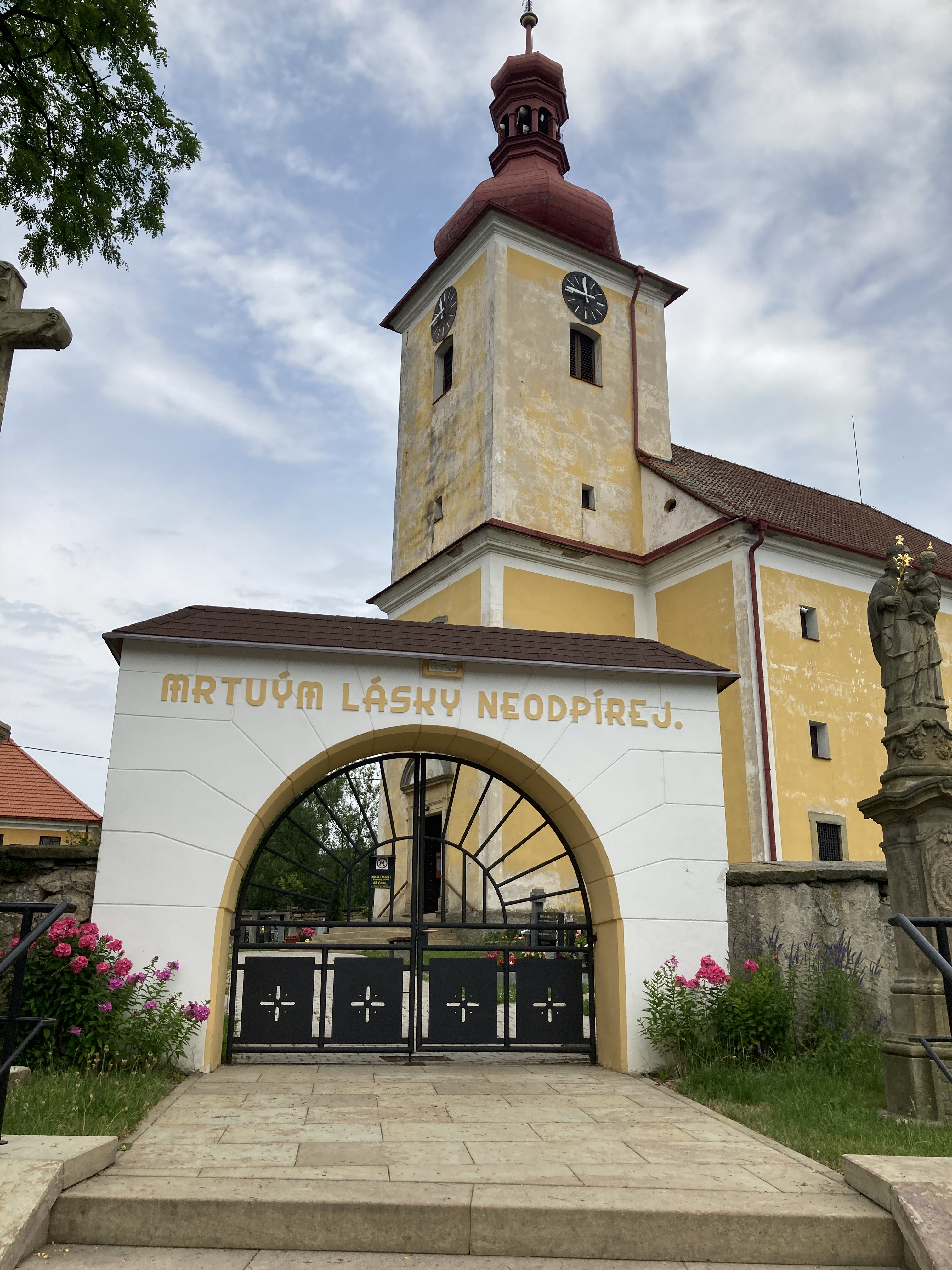
Kostel svatého Jakuba

### Kostel svatého Jakuba
Barokní kostel z roku 1749 zasvěcený apoštolovi Jakubu Staršímu (Většímu) stojící ve vyvýšené poloze, je dominantou obce. Stavbu financoval z velké části majitel panství, hrabě Antonín Vít z Bubna a Litic a několik dalších mecenášů.

### Místní obrazárna
Obrazárna byla vybudována v roce 1938, ze sbírkového fondu darovaného místním farářem a děkanem Janem Selicharem. Sbírka představuje díla známých akademických malířů z počátku 20. století. Nejvíce je tu zastoupen místní rodák akad. malíř Oldřich Hlavsa. Na jeho počest byla dne 27. června 1986 stávající obrazárna rozšířena o „Hlavsovu síň“.
Svými díly se zde dále představují: Antonín Slavíček, Jan Slavíček, Vincenc Beneš, Bořivoj Žufan, Bedřich Piskač, Václav Špála, Vojtěch Sedláček, prof. J. Ságner, Herbert Masaryk, Miloslav Hégr, Oskar Filla, Jan Trampota, prof. J. Hlávka, Alois Kalvoda, prof. Boh. Dvořák, Ada Golová-Hodačová, prof. Otakar Sedloň, Vít Skála, H. Herynk, M. Uzlová a T. Jelínek… V obrazárně jsou zastoupeny i tři plastiky: Josef Mařatka – „Antonín Slavíček“, Josef Marek – „Vojtěch Sedláček“ a Břetislav Benda – „Jan Slavíček“. V roce 2006 proběhla rekonstrukce výstavních prostor.

### Připomínky prezidenta Masaryka
V obci dosud stojí domek rodiny Masarykovy, který využívala k letním pobytům zejména prezidentova dcera Olga s rodinou a obě vnučky Anna a Herberta Masaryková. V sále místní restaurace byla od roku 1946 vystavena série zarámovaných fotografií z příjezdu T. G. Masaryka do obce v otevřeném automobilu již jako prezidenta.

## Osobnosti
- Oldřich Hlavsa (1889–1936), akademický malíř
- František Hovorka (1850–1906), sedlák a politik, okresní starosta, poslanec zemského sněmu a Říšské rady[14][15]
- Jan Selichar (1858–1941), duchovní

## Galerie

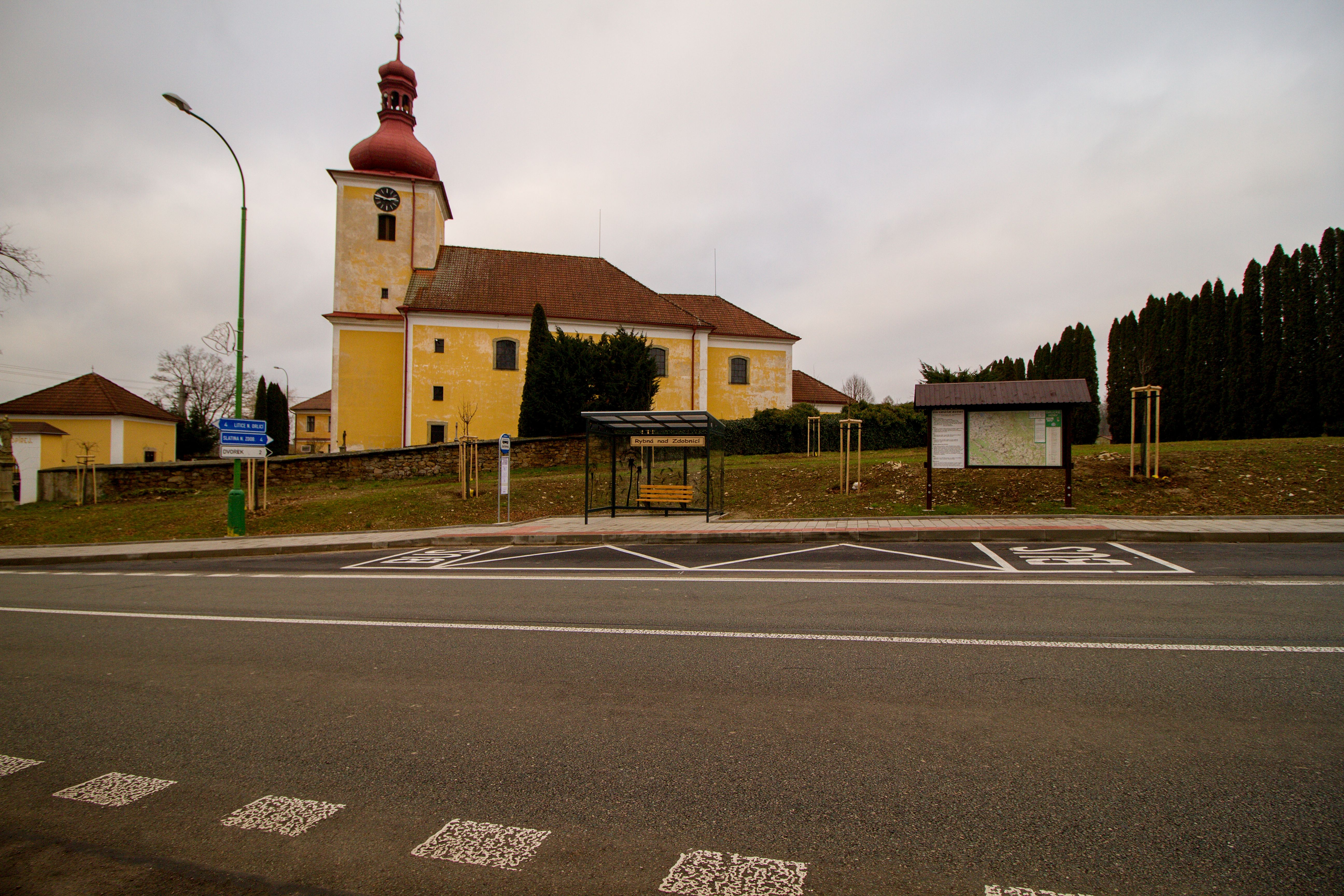
Zastávka a kostel
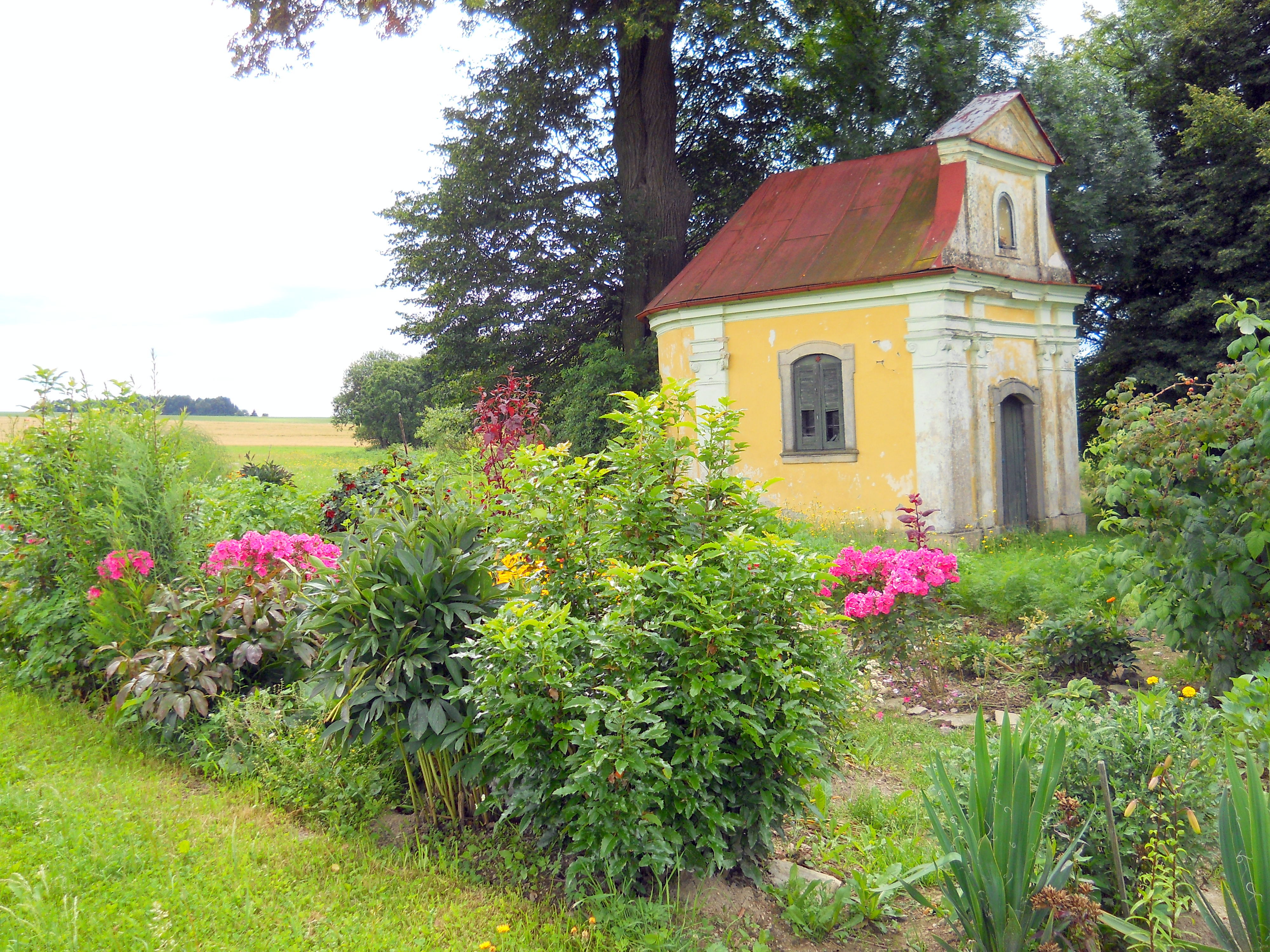
Kaple svaté Anny
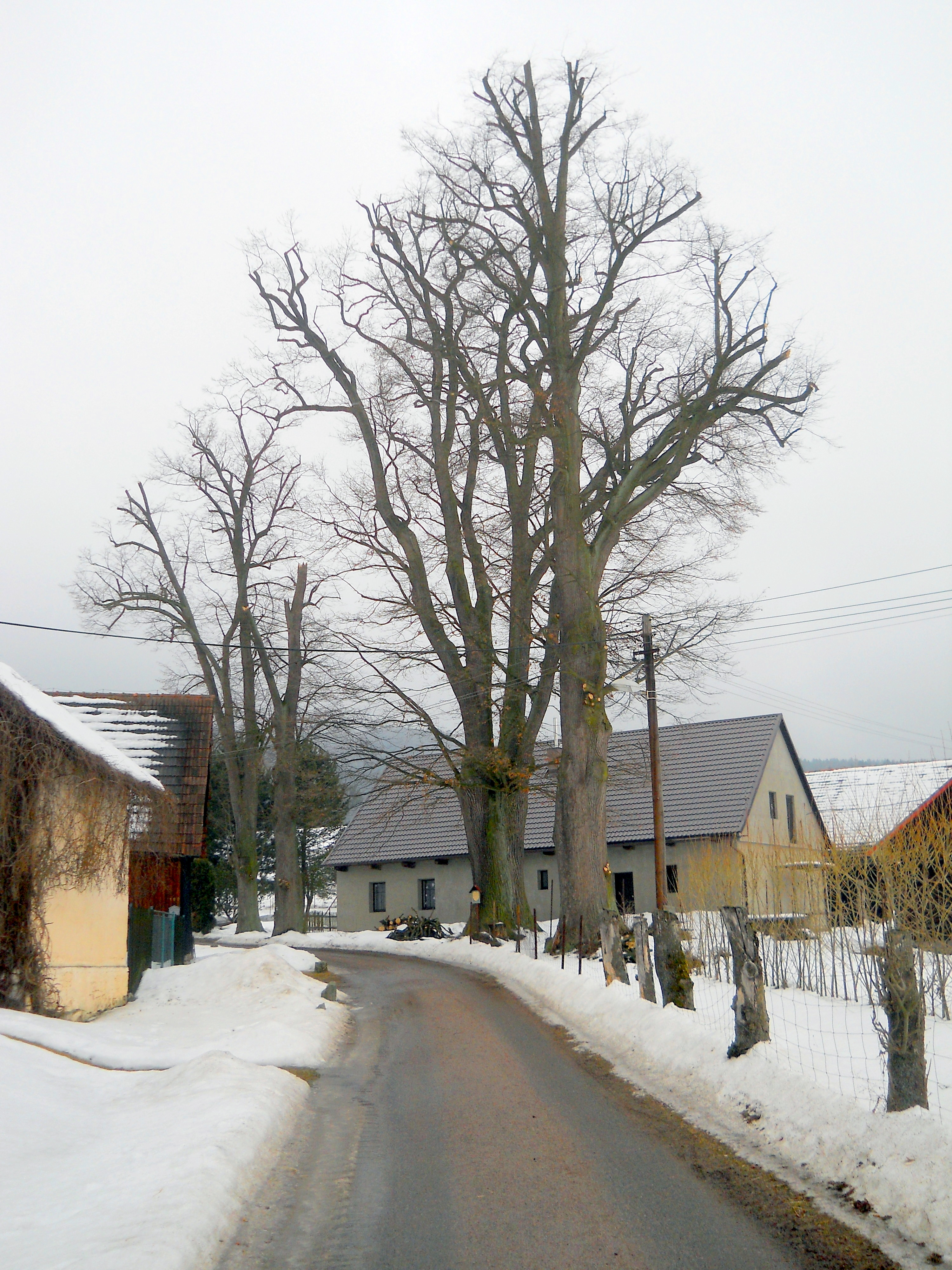
Památné stromy na jižním okraji vsi
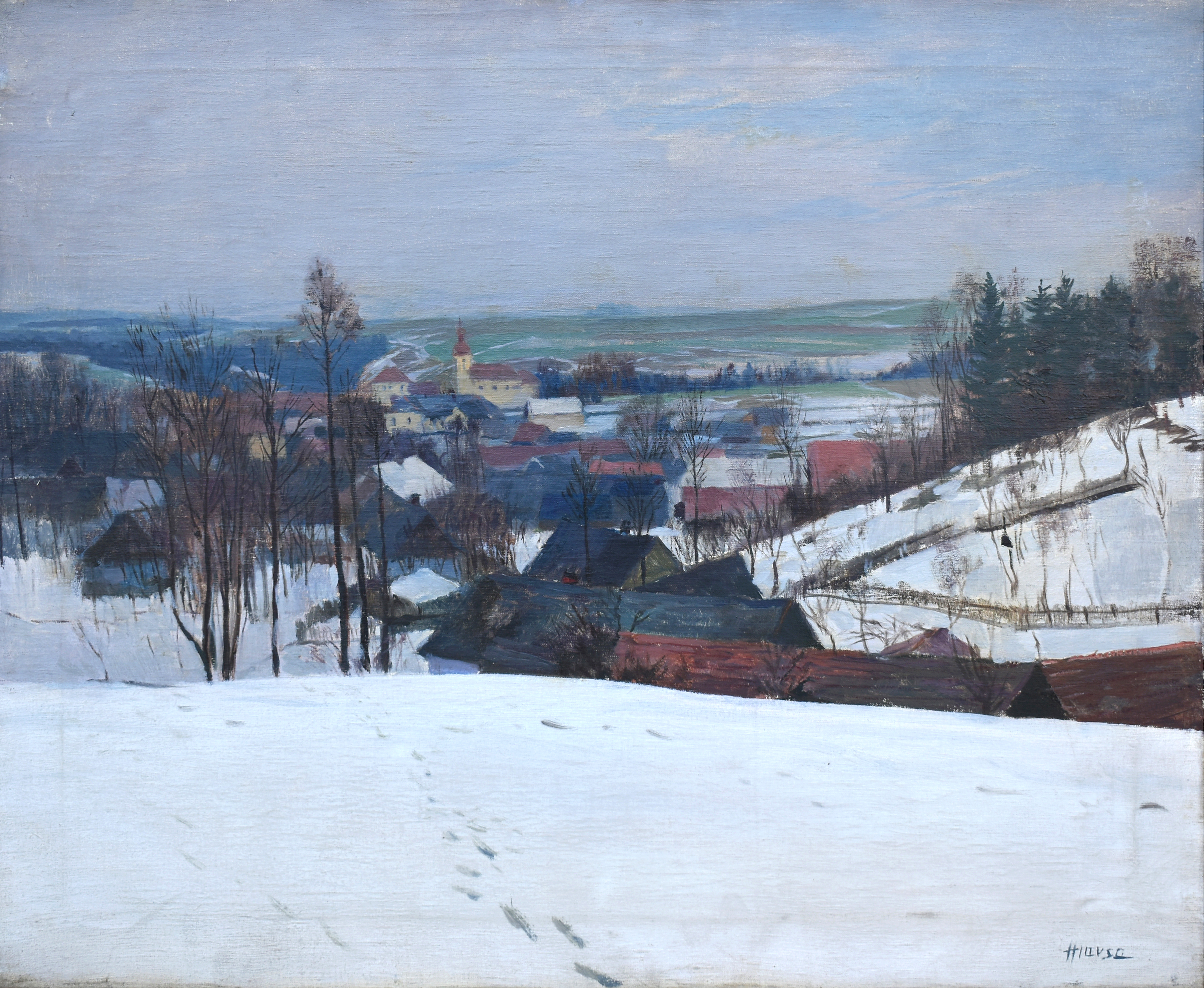
Oldřich Hlavsa - Rybná nad Zdobnicí